# Fraxinus micrantha
Fraxinus micrantha — вид квіткових рослин з родини маслинових (Oleaceae).

## Опис
Це велике дерево. Дерево листопадне, з сірою корою. Молоді пагони іржаво запушені. Численні крихітні білі квіти зібрані у великі гіллясті кластери до 25 см у поперечнику. Квіти не мають пелюсток. Листки перисторозсічені, складаються з 5–9 еліптично-ланцетних, довгозагострених, пилкоподібних, черешкових листочків 6–15 см завдовжки. Плоди крилаті, довжиною 4.5 см, 8 мм ушир. Цвітіння: квітень і травень.

## Поширення
Ареал: Індія (зх. і цн. Гімалаї), Непал, Пакистан.
Росте на висотах від 2100 до 3000 метрів.

## Використання
Місцеві жителі Дхарчули, Гімалаї, використовують настій внутрішньої кори для лікування збільшення печінки, жовтяниці та інших захворювань печінки.